# Nauris Miezis
Nauris Miezis (født 31. marts 1991) er en lettisk basketballspiller som deltog i de olympiske lege 2020.